# Tetridia
Tetridia là một chi bướm đêm thuộc họ Crambidae.